# Waldstetten (Gunzburgo)
Waldstetten é um município da Alemanha, localizado no distrito de Gunzburgo, no estado de Baviera.